# Atari Lynx
Ne pas confondre avec l'ordinateur Lynx.
Pour les articles homonymes, voir Lynx (homonymie).
L'Atari Lynx fut la seule console portable d'Atari et la première portable avec un écran LCD couleur. Elle est sortie en 1989, la même année que le Game Boy (original monochrome) de Nintendo.

## Historique

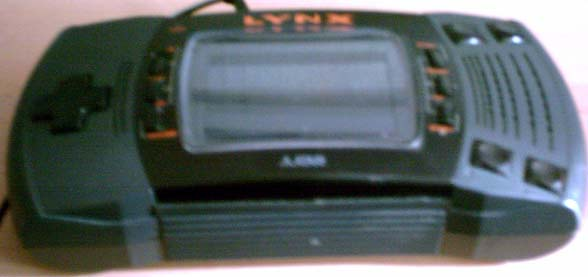
Photo d'une Lynx version 2.

La machine fut développée par Epyx sous le nom « Handy » (c'est aujourd'hui le nom de l'émulateur le plus avancé sur PC de cette console). Durant un stade très avancé du développement, la société chercha des investisseurs pour son projet, et porta d'abord son choix sur Nintendo (qui, à ce moment-là, travaillait sur le développement du Game Boy). Toutefois, la société se montra inflexible et refusa d'investir dans le projet, ce qui conduisit Epyx à se tourner vers Atari qui racheta les droits en 1988. La compagnie modifia le haut-parleur interne et supprima le stick qui se trouvait alors sur le pad. 
Atari débutera finalement la commercialisation de la console en octobre 1989 au prix initial de 199 dollars américains. La console débarquera en Europe quelques mois plus tard (début 1990).
Deux des créateurs de la console, Dave Needle et R.J. Mical ayant aussi fait partie de l'équipe Amiga (et plus tard, de l'équipe 3DO) : c'est cette machine qui fut essentiellement utilisée pour le développement des jeux Lynx. On pouvait inverser l'écran pour jouer en tant que gaucher et jouer jusqu'à 8 en réseau. Les capacités techniques étaient largement supérieures à celles de la Game Boy (couleur et 3D obligent). Cette dernière s'imposa tout de même sur le marché grâce à une meilleure autonomie et une gamme de jeux très variée. La Lynx, elle, était plus imposante, trop gourmande en piles et manquait de titres porteurs.
En 1991, Atari sortit une seconde version de sa console sous une nouvelle forme, avec des cartouches relookées. La nouvelle console (nommée par Atari « Lynx II ») possédait des grips de prise en main, un écran de meilleure qualité avec une option d'économie d'énergie qui permettait de mettre la console en mode veille.
Bien que cette console fût supérieure à la Game Boy d'un point de vue technologique, les erreurs marketing d'Atari et la faible quantité de jeux disponibles firent que la console fut un échec commercial. Finalement, au milieu des années 1990, Atari abandonne la console… pour un temps. Atari tente une dernière fois de relancer la 8 bits portable en parallèle du lancement de l'Atari Jaguar en 1995. Quelques jeux commerciaux sont lancés, mais très vite Atari abandonne, cette fois définitivement.
Depuis, la console n'est pas tombée dans l'oubli puisque régulièrement, de nouvelles productions développées par des fans sortent sur cette plate-forme.

## Description

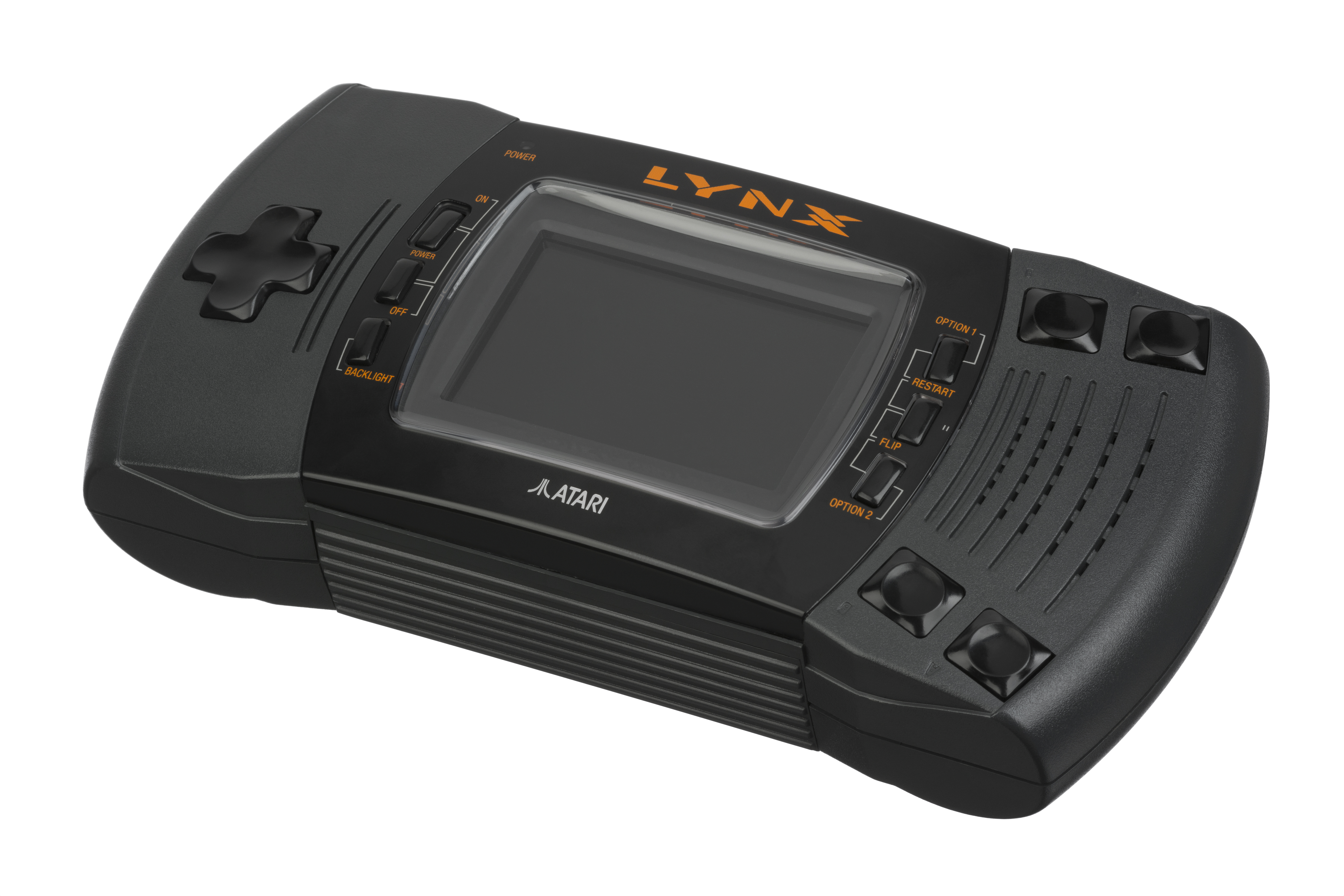
La Lynx version 2.

La Lynx possédait de nombreuses caractéristiques innovantes en plus de son écran couleur :
- Écran rétro éclairé
- Possibilité de jouer de manière horizontale ou verticale
- Possibilité de modifier l'orientation d'affichage pour avoir une prise en main droitier/gaucher
- Capacités 3D, une première pour l'époque

## Caractéristiques techniques
- processeur principal : « Mikey » contenant un 65SC02 (en), variante améliorée du 6502, 8 bits jusqu'à 4 MHz
- coprocesseur : « Suzy » - 16 bit CMOS  cadencé à 16 MHz
- capacité graphiques : 16 couleurs sur une palette de 4096, résolution standard de 160 × 102 pixels, résolution artificielle de 480 × 102 pixels
- processeur sonore : 4 canaux, 8-bit DAC, supporté par « Mikey Mouse»
- mémoire principale (RAM) : 64 kio
- mémoire de masse : Cartouches -  128 ou 256 kio

## Accessoires
- Adaptateur allume cigare
- Cache pare soleil pour l'écran
- Câble Com Lynx : système permettant de jouer jusqu'à 8 en réseau
- Battery pack: pack d'alimentation à piles, transportable et clipsable à la ceinture
- Mallette et sacoche de transport officielles

## Jeux principaux
- Toki
- California Games
- Scrapyard Dog
- S.T.U.N. Runner
- Dracula the Undead
- Checkered Flag
- SuperSkweek
- Batman Returns
- Rygar